# Condado de Hampshire (Virginia Occidental)
El condado de Hampshire (en inglés: Hampshire County), fundado en 1753, es uno de los 55 condados del estado estadounidense de Virginia Occidental. En el año 2000 tenía una población de 20 203 habitantes. La sede del condado es Romney.

## Geografía
Según la Oficina del Censo, el condado tiene un área total de 1670 km² (644,8 mi²), de la cual 1662 km² (641,7 mi²) es tierra y 8 km² (3,1 mi²) (0,45%) es agua.

### Condados adyacentes
- Condado de Allegany - norte
- Condado de Morgan - noreste
- Condado de Frederick - este
- Condado de Hardy - sur
- Condado de Mineral - oeste

### Carreteras
| - U.S. Highway 50 - U.S. Highway 220 - Ruta de Virginia Occidental 9 - Ruta de Virginia Occidental 28 | - Ruta de Virginia Occidental 29 - Ruta de Virginia Occidental 127 - Ruta de Virginia Occidental 259 |

## Demografía
En el censo de 2000, hubo 20,203 personas, 7,955 hogares, y 5,640 familias residiendo en el condado. La densidad poblacional era de 32 personas por milla cuadrada (12/km²). En el 2000 había 11,185 unidades unifamiliares en una densidad de 7 km² (2,7 mi²). La demografía del condado era de 98.04% blancos, 0.83% afroamericanos, 0.24% amerindios, 0.16% asiáticos, 0.02% isleños del Pacífico, 0.12% de otras razas y 0.59% de dos o más razas. 0.55% de la población era de origen hispano o latino de cualquier raza. 
La renta per cápita promedia del condado era de $31,666, y el ingreso promedio para una familia era de $37,616. En 2000 los hombres tenían un ingreso per cápita de $28,884 versus $18,945 para las mujeres. El ingreso per cápita para el condado era de $14,851 y el 16.30% de la población estaba bajo el umbral de pobreza nacional.

## Comunidades

### Ciudades y pueblos incorporados
- Romney
- Capon Bridge

### Comunidades no incorporadas
| - Augusta - Barnes Mill - Bloomery - Blues Beach - Bubbling Spring - Capon Lake - Capon Springs - Capon Springs Station - Cold Stream - Creekvale - Davis Ford | - Delray - Dillons Run - Donaldson - Forks of Cacapon - Frenchburg - Glebe - Good - Grace - Green Spring - Hainesville - Hanging Rock | - Higginsville - High View - Hooks Mills - Hoy - Intermont - Jericho - Junction - Kirby - Largent - Lehew - Levels | - Little Cacapon - Loom - Mechanicsburg - Millbrook - Millen - Millesons Mill - Neals Run - Nero - North River Mills - Okonoko - Pancake | - Pin Oak - Pleasant Dale - Points - Purgitsville - Rada - Raven Rocks - Ridgedale - Rio - Ruckman - Sector - Sedan | - Shanks - Shiloh - Slanesville - South Branch Depot - Springfield - Three Churches - Vance - Vanderlip - Wappocomo - Woodrow - Yellow Spring |